# 東京DMAT

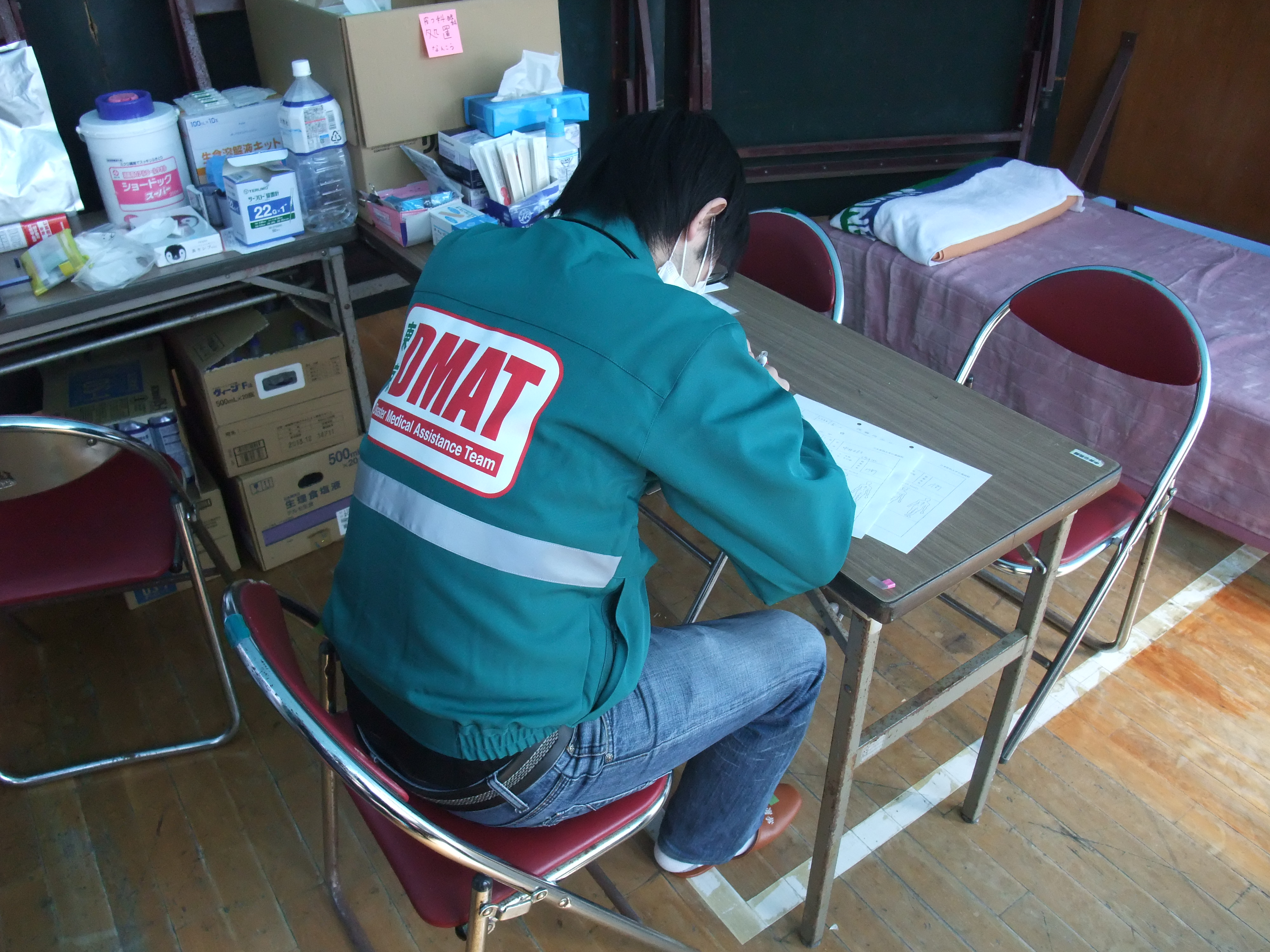
東日本大震災に伴って設置された避難所の仮設救護所で診療録を記載する医師。

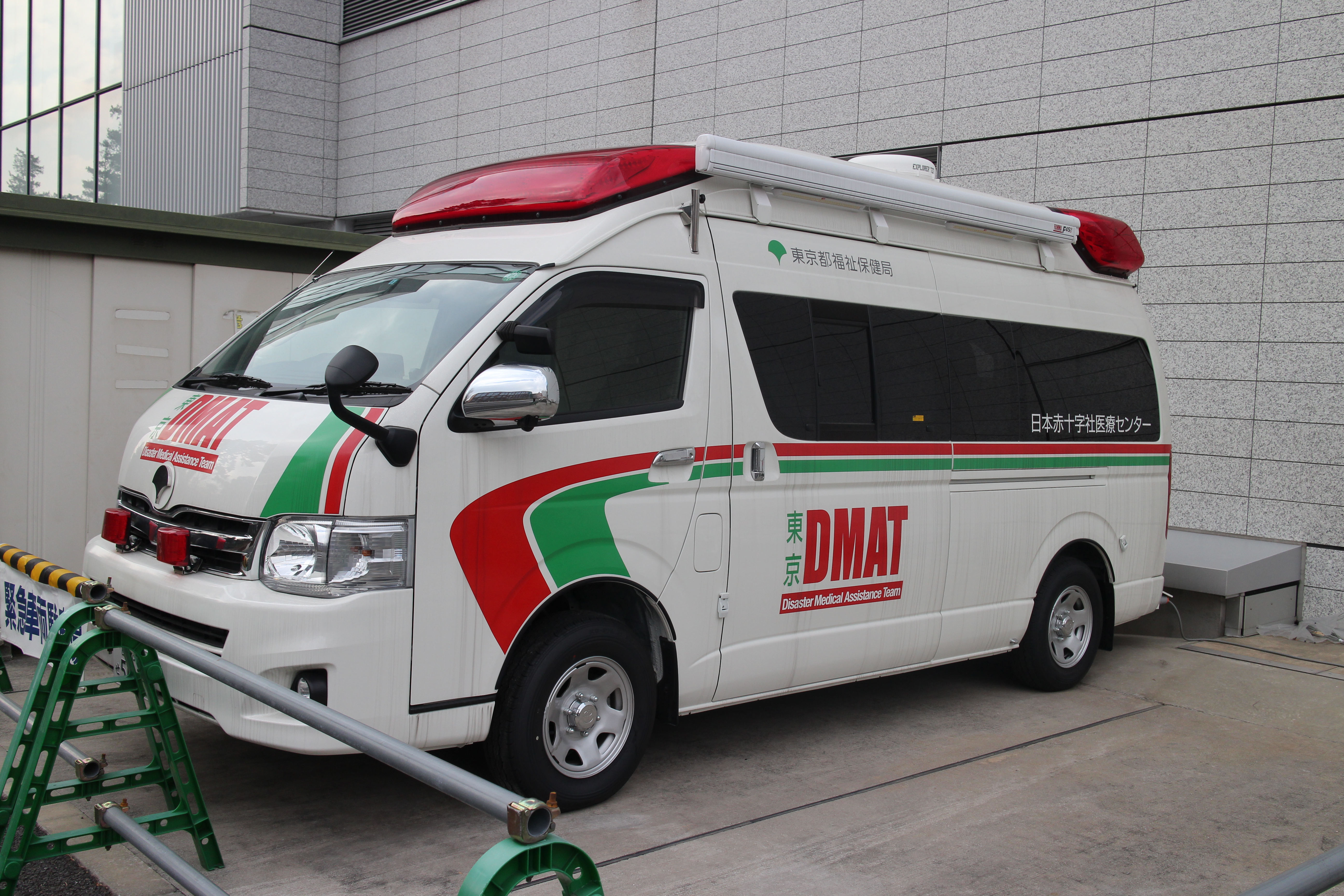
指定病院である日本赤十字社医療センターのDMATカー（宿泊支援車）。

東京DMAT（とうきょうディーマット）とは、東京都が設置した災害派遣医療チームのこと。

## 歴史
2004年（平成16年）に全国で先駆けて東京都に設置された。
2005年（平成17年）には厚生労働省が「日本DMAT」を発足させた。東京DMATは隊員養成研修等で協力しているが、「東京DMATは国に従属しない」「東京DMATは国の指導は受けない」等自主独立性を強調している。東京都の「東京DMAT」以外にも全国にDMATは存在する。
2007年（平成19年）4月現在、東京DMAT指定医療機関は17施設。登録隊員数は約500名である。
2012年（平成24年）3月1日現在、東京DMAT指定医療機関は25施設。登録隊員数は825名(医師263名、看護師466名、救急救命士6名、事務員90名)である。

## 概要
東京DMATは東京消防庁と連携して活動する。東京消防庁の判断によりDMAT指定医療機関へDMAT出動が要請され、受諾した指定医療機関ではDMATを編成・待機させる。東京消防庁は医療機関へ東京DMAT連携隊を派遣し、東京DMAT隊員は連携隊の専用車両（東京消防庁の広報車や消防ポンプ車等）に乗車して出動する。ただし、最近は病院所有のドクターカーや都が東京DMATの指定医療機関に配備したDMATカーで出動する場合も多い。
隊員になるには、東京都福祉保健局が主催する隊員養成研修を受講し、災害現場での医療ノウハウを取得することが必要となる。隊員登録は原則として東京DMAT指定医療機関に所属する医療スタッフに限られる。
隊員養成研修は「BT研修（Basic Training）」「RS研修（Registered Staff training）」に分かれている。RS研修では実際に東京消防庁の救急隊と連携し、実技中心に救急演習を実施する実践的訓練を行い、既隊員に対しても都度訓練が行なわれる。東京直下型地震を想定した大規模訓練では荒川河川敷から多数負傷者をヘリコプターで東京都立広尾病院、東京医科大学八王子医療センター、国立病院機構災害医療センター等へ搬送した。

## 特徴
基本的には東京都内で起こる災害や事故等を対象にしているが、東海地震等の広域災害が発生した場合には都外へ出動する。2004年（平成16年）の新潟県中越地震では新潟県へ出動している。都外への派遣については原則として緊急消防援助隊東京都隊が災害現場において人命救助に有効であるとし東京消防庁が必要と判断した場合に、東京都福祉保健局が東京DMATを要請する仕組みとなっている。
また、他県のDMATは基本的に大規模災害の時に要請されて被災地に出動するものだが東京DMATは、都内で日常的に起こる災害でも救出に時間がかかるなどで東京消防庁が必要だと判断するとDMATに出動要請する。そのために都内で発生する交通事故や人身事故、労災事故などにも日常的に出動している。
従来からある医療救護班とは異なり、東京DMATは発災現場に赴いて救命医療を行うことを目的とし、被災者に迅速な急性期医療を提供する（瓦礫の下の医療）。
但し、東京DMATは災害発生現場での医療不在の状態を解消するために編成されたものであり、安全が確保された場所で医療活動を行う。ビル倒壊等の場合、崩壊したビル内からの負傷者救出は東京消防庁のレスキュー隊が行い、負傷者が安全が確保された現場救護所等へ搬送された後の医療活動を受け持つ。東京DMAT隊員が危険な場所に踏込んで救命活動を行うことは基本的にはない（訓練では行っている）。しかし、東日本大震災に伴う町田市のスロープ崩落事故では安全確保が確認された上で日本医科大学多摩永山病院のDMAT隊員が東京消防庁の特別救助隊・消防救助機動部隊（ハイパーレスキュー）と共に倒壊したスロープ内に進入して負傷者に接触し輸液や輸血などの処置を行っている。
なお、ドクターカー運用を行っている医療機関では一般の救急事案はドクターカー、大規模災害時は東京DMATとして活動しているケースもある。

## 東京DMAT指定病院
2004年度(平成16年度)指定7病院
- 日本医科大学付属病院
- 東京都立広尾病院
- 帝京大学医学部附属病院
- 東京都立墨東病院
- 国立病院機構災害医療センター (指定時:国立病院東京災害医療センター)
- 東京都立多摩総合医療センター (指定時:東京都立府中病院)
- 杏林大学医学部付属病院

2005年度(平成17年度)指定6病院(計13病院)
- 昭和大学病院
- 東京医科大学病院
- 東京女子医科大学東医療センター（現在の東京女子医科大学附属足立医療センター）
- 東京曳舟病院
- 青梅市立総合病院
- 東京医科大学八王子医療センター

2006年度(平成18年度)指定4病院(計17病院)
- 東邦大学医療センター大森病院
- 東海大学医学部付属八王子病院
- 武蔵野赤十字病院
- 公立昭和病院

2009年度(平成21年度)指定2病院(計19病院)
- 東京女子医科大学病院
- 日本大学医学部附属板橋病院

2010年度(平成22年度)指定3病院(計22病院)
- 東京医科歯科大学医学部附属病院
- 国立病院機構東京医療センター
- 日本医科大学多摩永山病院

2011年度(平成23年度)指定3病院(計25病院)
- 駿河台日本大学病院
- 聖路加国際病院
- 日本赤十字社医療センター